# Урсодезоксихолевая кислота
Урсодезоксихолевая кислота (UDCA, УДХК) — лекарственный препарат гепатопротекторного действия, эпимер хенодезоксихолевой кислоты — гидрофильная, не обладающая цитотоксичностью жёлчная кислота. Является наименее агрессивной жёлчной кислотой — естественным компонентом жёлчи человека и содержится в количестве 1—5 % от общего количества жёлчных кислот в человеческом организме.
Первоначально урсодезоксихолевая кислота была рекомендована для растворения жёлчных камней и для лечения рефлюкс-гастрита. В настоящее время УДХК считается стандартом терапии холестатических заболеваний печени с аутоиммунным компонентом, таких, например, как первичный билиарный цирроз (ПБЦ), первичный склерозирующий холангит (ПСХ) и др.

## Фармакодинамика
Гепатопротекторное средство, оказывает желчегонное действие. Уменьшает синтез холестерина в печени, всасывание его в кишечнике и концентрацию в жёлчи, повышает растворимость холестерина в желчевыводящей системе, стимулирует образование и выделение жёлчи. Снижает литогенность жёлчи, увеличивает в ней содержание жёлчных кислот; вызывает усиление желудочной и панкреатической секреции, усиливает активность липазы, оказывает гипогликемическое действие. Вызывает частичное или полное растворение холестериновых камней при энтеральном применении, уменьшает насыщенность жёлчи холестерином, что способствует мобилизации холестерина из жёлчных камней. Оказывает иммуномодулирующее действие, влияет на иммунологические реакции в печени: уменьшает экспрессию некоторых антигенов на мембране гепатоцитов; влияет на количество Т-лимфоцитов, образование ИЛ-2, уменьшает количество эозинофилов.

## Показания
- билиарный рефлюкс-гастрит;
- дискинезия желчевыводящих путей;
- жировой гепатоз (стеатоз);
- первичный билиарный цирроз печени при отсутствии признаков декомпенсации (симптоматическое лечение) и другие болезни, вызванные застоем жёлчи[1];
- Первичный билиарный холангит[англ.] (в комбинации с элафибранор[англ.])
- алкогольная болезнь печени [2];
- неалкогольная жировая болезнь печени[3].

## Противопоказания
- гиперчувствительность;
- рентгеноположительные (с высоким содержанием кальция) жёлчные камни;
- нефункционирующий жёлчный пузырь;
- острые воспалительные заболевания жёлчного пузыря, жёлчных протоков и кишечника;
- цирроз печени в стадии декомпенсации;
- выраженные нарушения функции почек, печени, поджелудочной железы.

Урсодезоксихолевая кислота не имеет возрастных ограничений в применении, но детям в возрасте до 3 лет рекомендуется применять УДХК в виде суспензии, так как могут возникать затруднения при проглатывании капсул.

## Применение при беременности и кормлении грудью
Применение препарата в период беременности и лактации возможно, если ожидаемый эффект терапии превышает потенциальный риск для плода (исследований не проводили). Для женщин детородного возраста необходима контрацепция на время приёма препарата.

## Побочные действия
Диарея, тошнота, боль в эпигастральной области и правом подреберье, кальцинирование жёлчных камней, повышение активности печёночных трансаминаз, аллергические реакции.
При лечении первичного билиарного цирроза может наблюдаться преходящая декомпенсация цирроза печени, которая исчезает после отмены препарата.

## Взаимодействие
Антациды, содержащие алюминий и ионообменные смолы (колестирамин), снижают абсорбцию. Гиполипидемические лекарственные средства (особенно клофибрат), эстрогены, неомицин или прогестины увеличивают насыщение желчи холестерином и могут снижать способность растворять холестериновые желчные конкременты.